# کرپل
کرپِل تولیدکننده کمپرسور و موتور فرانسوی است. با تأسیس کرپل و شرکا در سال ۱۸۳۷، این شرکت پیشینه‌ای دارد که به دوران اولیه تولید موتورهای صنعتی در فرانسه بازمی‌گردد. کرپل توسط گروه سوئدی اطلس کوپکو در سال ۱۹۹۷ خریداری شد.

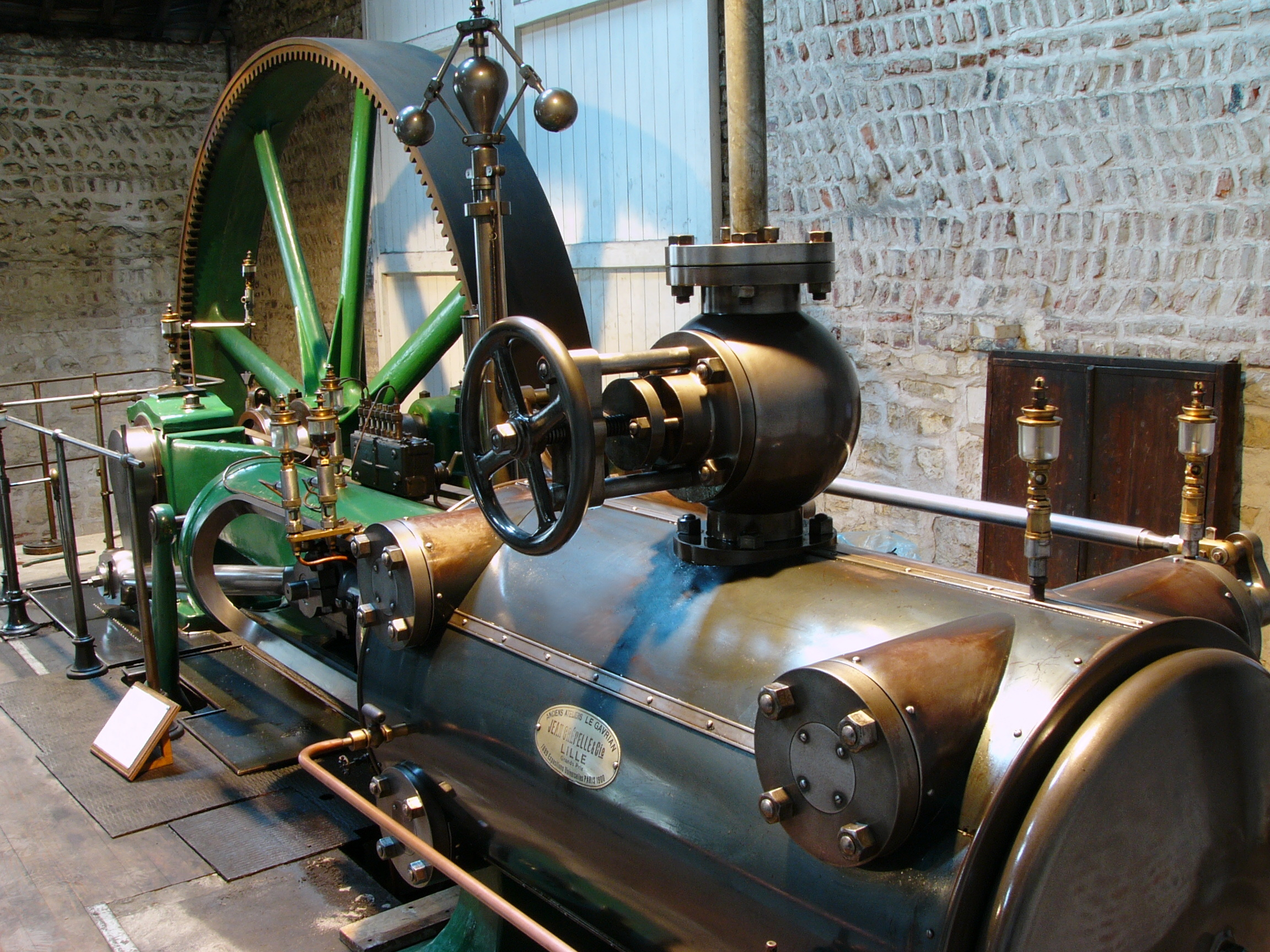
یک موتور بخار کرپل در نمایشگاه در روئن، فرانسه.